# Tarczonos kusy
Tarczonos kusy (Paradigalla brevicauda) – gatunek średniej wielkości ptaka z rodziny cudowronek (Paradisaeidae). Występuje w lasach Gór Centralnych na Nowej Gwinei. Nie jest zagrożony wyginięciem.

## Systematyka
Gatunek ten opisali w 1911 roku Walter Rothschild i Ernst Hartert, nadając mu nazwę Paradigalla brevicauda. Nazwa ta jest obecnie podtrzymywana przez Międzynarodowy Komitet Ornitologiczny (IOC). Nie wyróżnia się podgatunków.

## Morfologia
WyglądUpierzenie aksamitnie czarne, ptak z żółtym grzebieniem na czole, cienkim, prostym dziobem i krótkim, szczątkowym ogonem.
Rozmiary
- Długość ciała wynosi 23 cm.

## Zasięg występowania
Tarczonosy kuse występują w Górach Centralnych Nowej Gwinei na wysokościach 1600–2600 m n.p.m.

## Status zagrożenia
IUCN uznaje tarczonosa kusego za gatunek najmniejszej troski (LC, Least Concern). Liczebność populacji nie została oszacowana, ale ptak ten opisywany jest jako zazwyczaj rzadki. Trend liczebności populacji oceniany jest jako spadkowy.